# Els dimonis
Els dimonis (traduïda també com Els endimoniats; en rus Бесы, Biesi) és una novel·la de Fiódor Dostoievski escrita entre 1871 i 1872 a la ciutat de Dresden, on es trobava retirat fonamentalment per escapar dels creditors.
Publicada primer a la revista El missatger rus els anys 1871-2. És considerada com una de les quatre obres mestres escrites per Dostoievski després del seu retorn de l'exili siberià, juntament amb Crim i càstig (1866), L'idiota (1869) i Els germans Karamàzov (1880). Els dimonis és una sàtira social i política, un drama psicològic i una tragèdia a gran escala. Joyce Carol Oates l'ha descrit com «la novel·la més confusa i violenta de Dostoievski, i la seva obra" tràgica "més satisfactòria». Segons Ronald Hingley, és «l'escomesa més gran de Dostoievski contra el nihilisme», i «un dels més impressionants èxits de la humanitat --potser el seu assoliment suprem-- en l'art de la ficció en prosa»
El fet històric que va provocar l'inici d'aquest llibre fou un crim que es va produir a Moscou a finals de 1869 i que va causar una profunda impressió a l'autor: Serguei Netxàiev, revolucionari i terrorista, anarquista i nihilista, va ser el responsable de l'assassinat, a causa de les seves diferències ideològiques, d'Ivanov, un estudiant i company de la cèl·lula revolucionària a la qual tots dos pertanyien.
L'escriptor rus, que havia estat anteriorment condemnat a mort pel tsar causa de la seva participació pacífica en cercles de discussió social i política, va trobar en aquest esdeveniment una bona forma d'exposar les seves pròpies reflexions.
El protagonista de l'obra és Nikolai Stavrogin, dotat d'uns trets propers als de l'heroi romàntic, però turmentat per inconfessables faltes. No obstant això, la novel·la conjuga un ampli ventall de personatges que l'enriqueixen i la doten d'una intensa complexitat.

## Argument
La novel·la, considerada com una de les més controvertides de l'escriptor,  va ser escrita en la ciutat alemanya de Dresden, on es trobava Dostoievski arran del seu viatge per Europa degut en bona part a un intent d'escapar dels creditors a Rússia. El germen de la història va ser un crim que es va produir a Moscou a la fi de 1869 i que va causar una profunda impressió en l'autor: Serguei Netxàiev, revolucionari i terrorista, anarquista i nihilista, va ser el responsable de l'assassinat, a causa de les seves diferències ideològiques, d'Iván Ivanov, estudiant i company en la cèl·lula revolucionària a la qual tots dos pertanyien.

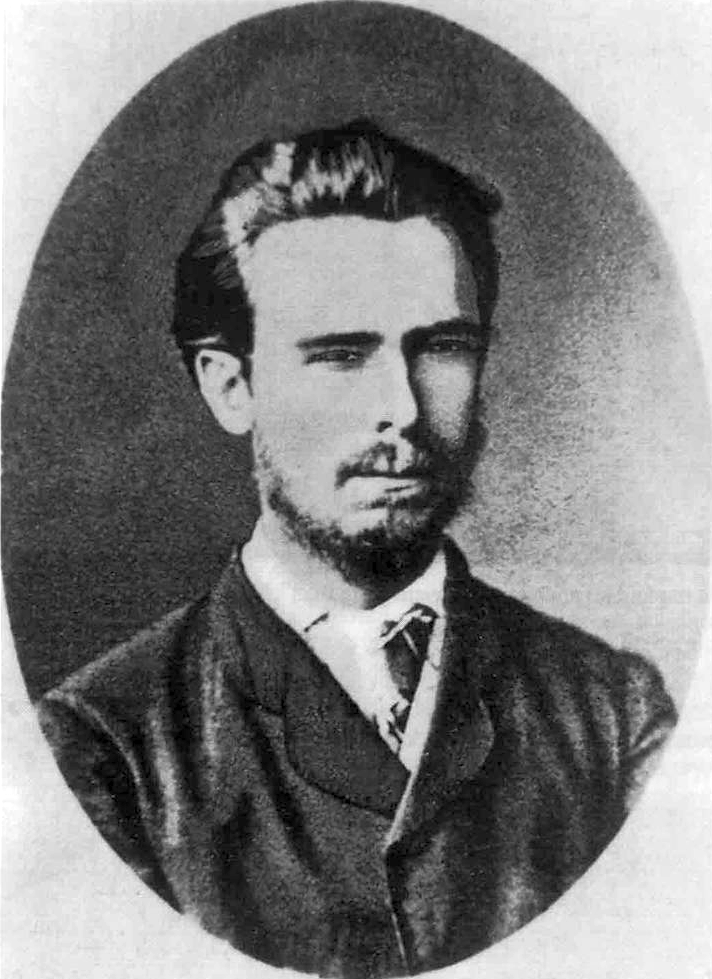
Serguei Netxàiev, en qui es va basar el personatge de Verjovenski, cap a 1870.

La novel·la s'estructura en tres parts. Hi ha dos epígrafs, el primer del poema de Puixkin: Els dimonis, i el segon de l'Evangeli segons sant Lluc, 8: 32-36.

### Part I
Després d'una carrera acadèmica gairebé il·lustre, però prematurament escurçada, Stepan Trofímovich Verjovenski resideix amb la rica terratinent Varvara Petrovna Stavróguina a la seva finca, Skvoréshniki, en una ciutat russa de províncies. Originalment emprat com a tutor del fill de Stavróguina, Nikolái Vsevolodovich, Stepan Trofímovich ha estat allà durant gairebé vint anys en una relació íntima però platònica amb la seva noble patrona. Stepán Trofímovich també té un fill d'un matrimoni previ però ell ha crescut en un altre lloc, sense implicació de la seva mare.
Una preocupada Varvara Petrovna acaba de tornar de Suïssa, on ha estat visitant a Nikolai Vsevolodovich. Reprèn Stepán Trofímovich per la seva irresponsabilitat financera, però la seva principal preocupació és una «intriga» que va trobar a Suïssa en relació amb el seu fill i les seves relacions amb Liza Tushiná - la bella filla de la seva amiga Praskovia. Praskovia i Liza arriben a la ciutat, sense Nikolai Vsevolodovich qui s'ha anat a Sant Petersburg. Segons Praskovia, la jove protegida de Varvara Petrovna, Daria Pavlovna (Dasha), també d'alguna manera s'ha compromès amb Nikolai, però els detalls són ambigus. Varvara Petrovna de sobte concep la idea de formar un compromís entre Stepán Trofímovich i Dasha. Encara que sense entusiasme, Stepan Trofímovich accedeix a la seva proposta, el que sembla resoldre la seva delicada situació financera. Influït pels rumors, comença a sospitar que el casen per cobrir «els pecats d'un altre home» i escriu cartes «nobles» a la seva promesa i Nikolai Vsevolodovich. Els assumptes es compliquen encara més quan arriba una misteriosa «dona tolida», Maria Lebiádkina, amb la que segons els rumors, també està relacionat Nikolai Vsevolodovich, encara que ningú sembla saber exactament com. Es dona una pista quan Varvara Petrovna pregunta a la mentalment pertorbada Maria, que s'ha acostat a ella als afores de l'església, si ella és Lebiádkina i ella respon que no, que no ho és.
Varvara Petrovna porta a Maria (i a Liza, que ha insistit a acompanyar-les) de tornada a Skvoréshniki. Ja presents estan Dasha, el seu germà gran Shátov, i un nerviós Stepán Trofímovich. Arriba Praskovia, acompanyada pel seu nebot Mavriki Nikoláievich, exigint saber per què la seva filla ha estat arrossegada a l'«escàndol» de Varvara Petrovna. Varvara Petrovna pregunta a Dasha sobre una gran suma de diners que Nikolái Vsevolodovich suposadament va enviar a través d'ella al germà de Maria, però malgrat les seves respostes directes, no queda la cosa més clara. El germà de la Maria, el borratxo capità Lebiadkin, arriba a la recerca de la seva germana, i confon encara més a Varvara Petrovna amb queixes sobre cert deshonor que ha de romandre innombrable. En aquest moment, el majordom anuncia que Nikolai Vsevolodovich ha arribat. Per a sorpresa de tots, però, qui entra és un complet estrany, i comença a dominar, immediatament, la conversa. Resulta ser Piotr Stepánovich Verjovenski, el fill de Stepán Trofímovich. Mentre està parlant, entre silenciosament Nikolai Stavroguin. Varvara Petrovna el deté imperiosament i, indicant a Maria, li exigeix saber si ella és la seva legítima esposa. Ell mira la seva mare impassiblement, no diu res, fa un petó la seva mà, i sense presses s'acosta a Maria. En tons tranquil·litzadors, li explica a Maria que ell és el seu devot amic, i no el seu marit ni el seu promès, que ella no hauria d'estar aquí, i que la portarà a casa. Ella es mostra conforme i se'n van. En l'escàndol que segueix a la seva partida, la veu més forta és la de Piotr Stepánovich, i ell aconsegueix convèncer Varvara Petrovna que escolti les seves explicacions sobre el que ha passat. Segons ell, Nikolái es va fer conegut dels Lebiádkin quan vivia una vida de «farsa» a Sant Petersburg cinc anys enrere. L'esgarriada, lesionada i mig boja Maria s'havia enamorat perdudament d'ell i ell havia respost tractant-la «com a una marquesa». Ella va començar a pensar en ell com el seu promès, i quan ell se'n va anar, va fer arranjaments per a la seva cura, incloent-hi un subsidi substancial, del que el seu germà es va apropiar com si tingués algun tipus de dret. Varvara Petrovna està eufòrica i gairebé triomfant en sentir que les accions del seu fill van tenir un fonament noble en lloc d'un vergonyós. Interrogat per Piotr Stepánovich, el Capità Lebiadkin confirma a contracor la veritat de tota la història. Se'n va en desgràcia quan Nikolai Vsevolodovich torna d'acompanyar Maria a casa. Nikolai Vsevolodovich es dirigeix a Dasha, felicitant-la pel seu imminent matrimoni, del qual, segons ell, va ser informat expressament. Com si fos un senyal, Piotr Stepánovich diu que ell també va rebre una llarga carta del seu pare sobre un matrimoni imminent, però ningú pot trobar-li sentit, alguna cosa sobre haver de casar-se a causa dels «pecats d'un altre home», i li suplica que ho «salvi». Una furiosa Varvara Petrovna li diu a Stepán Trofímovich que surti de casa i no torni mai. En el subsegüent enrenou, ningú s'adona que Shátov, que no ha pronunciat paraula en cap moment, camina per l'habitació per aturar-se directament davant de Nikolai Vsevolodovich. El mira als ulls durant molt de temps sense dir res, i de sobte el colpeja a la cara amb totes les seves forces. Stavroguin trontolla, es recupera i s'apodera de Shátov; però immediatament retira les seves mans i es queda immòbil, tornant la mirada d'Shátov amb calma. És Shátov qui baixa els ulls i se'n va, aparentment aixafat. Liza crida i es desploma a terra desmaiada.

### Part II
Les notícies sobre els esdeveniments a Skvoréshniki es divulguen en la societat de manera sorprenentment ràpida. Els principals participants es tanquen, excepte Piotr Stepánovich qui de manera activa es fica en la vida social de la ciutat. Després de vuit dies, visita a Stavroguin i la veritable naturalesa de les seves relacions comencen a fer-se evidents. No hi ha, com alguns sospiten, una entesa explícita entre ells. Més aviat Piotr Stepánovich està intentant implicar Stavroguin en els seus propis plans polítics radicals, i àvidament busca ser-li d'utilitat. Stavroguin, alhora que sembla acceptar que Piotr Stepánovich actuï en benefici seu, en gran manera roman indiferent a aquestes propostes i encara persegueix els seus propis objectius.
Aquesta nit, Stavroguin deixa a Skvoréshniki en secret i es dirigeix a la casa de Filippov, on viu Shátov. L'objectiu principal de la seva visita és consultar al seu amic Kirillov, qui també viu a la casa. Stavroguin ha rebut una carta extraordinàriament insultant de part d'Artemi Gagánov, el fill d'un respectat terratinent, Pável Gagánov, de la nas ell va llençar, fent broma, anys abans, i no li va quedar més remei que desafiar a un duel. Li demana a Kirillov que sigui el seu segon i que faci els arranjaments. Després discuteixen els problemes filosòfics que sorgeixen de la ferma intenció de Kirillov de suïcidar-se en un futur pròxim. Stavroguin es dirigeix a Shátov, i un cop més, es revelen els precedents dels esdeveniments ocupats en Skvoréshniki. Shátov havia endevinat el secret darrere de la connexió de Stavroguin amb Maria (de fet, estan casats) i l'havia colpejat irat per la seva «caiguda». En el passat, Stavroguin havia inspirat a Shátov amb exhortacions del Crist rus, però aquest matrimoni i altres accions van provocar una completa desil·lusió, que Shátov ara s'expressa amb enuig. Stavroguin es defensa amb calma i racionalitat, però de manera no del tot convincent. També adverteix Shátov, antic membre de la societat revolucionària de Piotr Verjovenski però ara un enemic amarg d'ella, que Verjovenski podria estar planejant assassinar-ho. Stavroguin continua a peu fins a una part distant de la ciutat on pretén visitar la nova residència dels Lebiadkin. En el camí es troba amb Fedka, un convicte escapat, que l'ha estat esperant al pont. Piotr Stepánovich ha informat a Fedka que Stavroguin pot necessitar els seus serveis en relació amb els Lebiadkin, però Stavroguin el rebutja emfàticament. Li diu a Fedka que no li donarà un cèntim i que si ho troba novament el lligarà i el portarà a la policia. A casa dels Lebiadkin informa el capità, per a gran horror d'aquest, que en el futur pròxim anunciarà en públic si matrimoni i que no hi haurà més diners. Entra on està Maria, però alguna cosa en ell l'espanta i ella es torna desconfiada. La seva proposta que ella vingui a viure amb ell a Suïssa és rebuda amb menyspreu. Ella l'acusa de ser un impostor que ha vingut a matar-la amb el seu ganivet, i exigeix saber què ha fet amb el seu «Príncep». Stavroguin s'enfada, l'empeny violentament i es retira, mentre ella, frenèticament, el maleeix. Furiós, tot just se n'adona quan Fedka apareix de nou, reiterant les seves sol·licituds d'assistència. Stavroguin l'agafa, el colpeja contra una paret i comença a lligar-lo. No obstant això, s'atura gairebé immediatament i continua el seu camí, seguit per Fedka. Finalment, Stavroguin es posa a riure: buida el contingut de la seva cartera a la cara de Fedka i se'n va.
El duel es porta a terme la tarda següent, però no mor ningú. Per a la intensa ira de Gagánov, Stavroguin sembla fallar deliberadament, com si volgués trivialitzar el duel i insultar al seu oponent, encara que diu que és perquè no vol matar ningú. Torna a Skvoréshniki, on es troba amb Dasha, qui, com ara es fa evident, exerceix el paper de confident i «infermera» en relació amb ell. Ell li explica el duel i la trobada amb Fedka, admetent que li va donar diners a Fedka i que això podria interpretar-se com un pagament inicial per matar la seva dona. Li pregunta, en un to irònic, si ella encara anirà a ell, fins i tot si ell decideix acceptar l'oferta de Fedka. Horroritzada, Dasha no respon.
Piotr Stepánovich, mentrestant, és molt actiu en la societat, formant relacions i cultivant les condicions que creu que ajudaran als seus objectius polítics. Se centra especialment en Iúlia Mijáilovna Von Lembke, l'esposa del governador. Per adulació, envoltant amb un seguici i encoratjant la seva exagerada ambició liberal, adquireix poder sobre ella i dona el to al seu saló. Ell i el seu grup de co-conspiradors exploten la seva nova legitimitat per generar una atmosfera de frivolitat i cinisme en la societat. Es lliuren aventures grolleres, distribueixen clandestinament propaganda revolucionària i agiten als treballadors a la fàbrica local dels Shpigulin. Són particularment actius en la promoció de la «Gala Literària» de Iúlia Mijáilovna per recaptar fons per a les institutrius pobres, i es converteix en un esdeveniment molt esperat per tota la ciutat. El governador, Andrei Antonovich, està profundament preocupat per l'èxit de Piotr Stepánovich amb la seva dona i la seva indiferència casual per la seva autoritat, però és dolorosament incapaç de fer alguna cosa. Incapaç de lidiar amb els esdeveniments estranys i les creixents pressions, comença a mostrar signes de trastorns mentals aguts. Piotr Stepánovich adopta un enfocament similar desestabilitzador cap al seu pare, el que el porta a un frenesí a Stepán Trofímovich a ridiculitzar sense descans i soscavant encara més la seva relació de desintegració amb Varvara Petrovna.
Piotr Stepánovich visita Kirillov per recordar un «acord» que va fer per suïcidar-se en un moment convenient per a la societat revolucionària. Convida Kirillov, i posteriorment a Shátov, a una reunió de la branca local de la societat que se celebrarà aquest mateix dia. Després crida a Stavroguin, que arriba just quan Mavriki Nikoláievich, el nou nuvi de Liza, se'n va iradament. Stavroguin, però, sembla estar de bon humor i acompanya Piotr Stepánovich a la reunió. Hi són presents una gran varietat d'idealistes, tipus descontents i pseudointel·lectuals, sobretot el filòsof Shigaliov, que intenta exposar la seva teoria sobre l'organització social totalitària del futur, històricament necessària. La conversa és estèril i sense direcció fins que Piotr Stepánovich pren el control i busca establir si hi ha un compromís real amb la causa de la revolució violenta. Afirma que aquest assumpte es pot resoldre fent una pregunta simple a cada individu: en el coneixement d'un assassinat polític planificat, ¿informaria a la policia? Com tots els altres s'afanyen a afirmar que, per descomptat, no informaran, Shátov s'aixeca i se'n va, seguit de Stavroguin i Kirillov. El enrenou segueix. Piotr Stepánovich abandona la reunió i s'afanya a seguir a Stavroguin. En trobar-se amb ells al lloc de Kirillov, on també està present Fedka, Verjovenski exigeix saber si Stavroguin proporcionarà els fons per tractar amb els Lebiadkin. S'ha fet amb proves, en forma d'una carta enviada a Von Lembke, que el capità està contemplant trair a tots. Stavroguin es nega, li diu que tampoc li lliurarà Shátov i se'n va. Verjovenski intenta detenir-ho, però Stavroguin el tira a terra i continua el seu camí. Verjovenski torna a córrer darrere seu i, davant la sorpresa de Stavroguin, es transforma sobtadament en un boig rabiós. Es llança a un monòleg incoherent, alternativament apassionadament persuasiu i submís, i suplica desesperadament a Stavroguin que s'uneixi a la seva causa. El discurs equival a una declaració d'amor, aconseguint un clímax amb l'exclamació «Stavrogin, que bell és vostè!»  i, sobtadament, li besa la mà. Resulta que la causa de Verjovenski no té res a veure amb el socialisme, sinó que es tracta simplement de destruir l'antic ordre i prendre el poder, amb Stavroguin, el líder amb voluntat de ferro, al capdavant. Stavroguin roman fred, però en realitat no diu que no, i Piotr Stepánovich persisteix amb els seus plans.
Augmenta la inquietud social a mesura que s'acosta el dia de la gala literària. L'assistent del governador, sota la falsa impressió que Stepán Trofímovich és la font del problema, ordena una batuda en la seva residència. Profundament sorprès, Stepan Trofímovich va al governador per queixar-se. Arriba quan un gran grup de treballadors de la fàbrica dels Shpigulin organitzen una protesta pel treball i les condicions de pagament. Ja en un estat mental precari, Andrei Antonovich respon a dos problemes d'una manera autoritària una mica dement. Yulia Mijáilovna i el seu seguici, entre els quals es troben Varvara Petrovna i Liza, tornen d'una visita a Skvoréshniki i el governador se sent encara més humiliat per un menyspreu públic de la seva esposa. Mentre Iúlia Mijáilovna parla encantadora amb Stepán Trofímovich i el «gran escriptor» Karmazínov, els qui llegiran l'endemà, a la gala literària, entra Piotr Stepánovich. En veure-ho, Andrei Antonovich comença a mostrar signes de pertorbació. Però l'atenció es desvia immediatament a un nou drama: Stavroguin ha entrat a la sala i Liza l'aborda. En veu alta, ella es queixa de l'assetjament d'un cert capità Lebiadkin, qui es descriu a si mateix com parent de Stavroguin, el germà de la seva esposa. Stavroguin respon amb calma que la Maria (de soltera Lebiádkina) és de fet la seva esposa, i que s'ha d'assegurar que el capità no li causi més problemes. Varvara Petrovna es queda horroritzada, però Stavroguin simplement somriu i se'n va. Liza el segueix.

### Part III
La tan aclamada matinée literària i el ball tenen lloc l'endemà. La major part de la ciutat s'ha subscrit i totes les persones influents estan presents per a la lectura, amb l'excepció dels Stavroguin. Yulia Mijáilovna, que d'alguna manera ha aconseguit reconciliar-se amb Andrei Antonovich, està al cim de la seva ambició. Però les coses van malament des del principi. Els associats de Piotr Stepánovich, Liamshin i Liputin, aprofiten el seu paper com a administradors per alterar els procediments de manera provocativa, i permeten l'entrada de persones de baixa estofa sense pagar. La lectura comença amb l'aparició no programada a l'escenari d'un capità Lebiadkin totalment borratxo, amb el propòsit aparent de llegir alguna cosa de la seva poesia. En adonar-se que el capità està massa borratxo, Liputin s'encarrega de llegir el poema, que és una peça enginyosa i insultant sobre la dura vida de les institutrius. El segueix, ràpidament, el geni literari Karmazínov que llegeix un comiat al seu públic titulat  «Merci» . Durant més d'una hora, el gran escriptor recorre una fantasiosa corrent sense rumb, abstret, provocant en l'audiència un estat de completa estupefacció. La tortura només acaba quan un oient exhaust crida inadvertidament «Ai, Senyor, quanta tonteria!»  i Karmazínov, després d'intercanviar insults amb l'audiència, finalment es tanca amb un irònic «Merci, merci, merci». En aquest ambient hostil Stepán Trofímovich puja a l'escenari. Se submergeix de ple en una apassionada exhortació dels seus propis ideals estètics, cada vegada més agut a mesura que reacciona davant la burla que emana de l'audiència. Acaba maleint-los i allunyant-se. Esclata el caos quan un tercer lector inesperat, un "professor» de Sant Petersburg, sumi immediatament a l'escenari. Aparentment encantat amb el desordre, el nou orador es llança a una frenètica diatriba contra Rússia, crida amb totes les seves forces i gesticula amb el seu puny. Finalment, sis oficials l'arrosseguen fora de l'escenari, però d'alguna manera aconsegueix escapar i torna per continuar breument la seva arenga abans de ser arrossegat novament. Els partidaris de l'audiència s'afanyen a ajudar quan una escolar puja a l'escenari buscant despertar els estudiants oprimits a tot arreu per protestar.
Posteriorment, Piotr Stepánovich (qui va estar misteriosament absent en la lectura) cerca persuadir Iúlia Mijáilovna, traumatitzada, que no va ser tan dolent com ella pensa i que és essencial per a ella assistir al ball. També li diu que a la ciutat ressona la notícia d'un altre escàndol: Lizaveta Nikolaievna va deixar la seva llar i el seu promès i va anar a Skvoréshniki amb Stavroguin.
Tot i el desastre de la lectura, el ball continua aquesta nit, amb l'assistència de Iúlia Mijáilovna i Andrei Antonovich. Molta part del públic respectable va optar per no assistir-hi, però hi ha un nombre creixent de tipus dubtosos que van directament a la zona de begudes. Gairebé ningú està ballant, la majoria està esperant que passi alguna cosa i llançant mirades curioses als Von Lembke. Una «quadrilla literària» ha estat especialment coreografiada per a l'ocasió, però és vulgar i estúpida, i simplement desconcerta els espectadors. Andrei Antonovich, sorprès per algunes de les entremaliadures a la quadrilla i l'atmosfera degenerativa a la sala, torna a caure en la seva personalitat autoritària i Iúlia Mijáilovna, espantada, es veu obligada a disculpar-se per ell. Algú crida «Foc!» I es propaga ràpidament la notícia que un gran incendi està afectant part de la ciutat. Hi ha una estampida a la recerca de la sortida, però Andrei Antonovich crida que ha de registrar-se a tots, i quan la seva angoixada dona crida el seu nom, ell ordena el seu arrest. Yulia Mijáilovna es desmaia. La porten a un lloc segur, però Andrei Antonovich insisteix a anar a l'incendi. Allà, un llamp que cau el deixa inconscient, i encara que més tard recupera la consciència, no recupera el seny i la seva carrera com a governador arriba a la seva fi. El foc crema durant tota la nit, però al matí ha disminuït i la pluja està caient. Comencen a propagar notícies d'un estrany i terrible assassinat: un cert capità, la seva germana i la seva serventa han estat trobats apunyalats a casa parcialment incendiada als afores de la ciutat.
Stavroguin i Liza han passat la nit junts i es desperten a la resplendor agonitzant del foc. Liza està a punt per deixar-ho, convençuda que la seva vida ha acabat. Piotr Stepánovich arriba per donar-li a conèixer la notícia de l'assassinat de Lebiadkin. Li explica que l'assassí va ser Fedka el convicte, nega qualsevol implicació i li assegura a Stavroguin que legalment (i per descomptat moralment) ell també està net. Quan Liza li exigeix a Stavroguin la veritat, ell respon que estava en contra de l'assassinat, però sabia que anava a succeir i no va detenir els assassins. Liza, frenètica, s'afanya a anar al lloc dels assassinats per veure els cossos. Stavroguin li diu a Piotr Stepánovich que la detingui, però Piotr Stepánovich exigeix una resposta. Stavroguin respon que podria ser, que li diria que sí si no fos un bufó, i li diu que torni demà. Apassionat, Piotr Stepánovich persegueix Liza, però abandona l'intent d'aturar-la quan Mavriki Nikoláievich, que l'ha estat esperant tota la nit, s'afanya a ajudar-la. Ell i Liza es dirigeixen a la ciutat junts sota la pluja torrencial. En l'escena dels assassinats s'ha reunit una multitud ingovernable. En aquest moment se sap que l'esposa de Stavroguin va ser assassinada i Liza és reconeguda com «la dona de Stavroguin». Ella i Mavriki Nikoláievich són atacats per individus borratxos i bel·ligerants en la multitud. A Liza li donen diversos cops al cap i mor.
La major part de la ira de la societat pels esdeveniments de la nit és dirigida cap Iúlia Mijáilovna. No sospita de Piotr Stepánovich, i es difonen notícies que Stavroguin se n'ha anat al tren cap a Sant Petersburg. La tripulació revolucionària, però, està alarmada. Estan a punt d'amotinar fins que Piotr Stepánovich els mostra la carta de Lebiadkin a Von Lembke. Ell assenyala la seva pròpia participació innegable i els diu que Shátov també està decidit a denunciar-los. Acorden assassinar Shátov i planegen atreure al lloc aïllat on ha enterrat la impremta de la societat. Piotr Stepánovich explica que Kirillov va acordar escriure una nota en què es responsabilitza dels seus crims abans de suïcidar-se. El mateix Shátov està preocupat per l'inesperat retorn de la seva exdona Casa, que ha aparegut a la porta, sola, malalta i en la pobresa. Està encantat de veure-la, i quan resulta que ella comença a parir el fill que va concebre amb Stavroguin, ell, frenèticament, intenta ajudar-la. Neix el nen i, reconciliat amb Casa, està feliç que va ser el pare. Aquesta nit, l'emissari del grup revolucionari, Erkel, arriba per acompanyar Shátov a la part aïllada de Skvoréshniki, on està enterrada la impremta. Pensant que aquesta serà la seva interacció final amb la societat, Shátov accepta anar. Mentre li mostra a Erkel el lloc, els altres membres del grup salten i ho agarren. Piotr Verjovenski posa una pistola al front de Shátov i dispara, matant-ho. Mentre agafen el cos de forma maldestra, li posen pedres i ho tiren a l'estany, un dels participants en el crim, Liamshin, perd completament el cap i comença a cridar com un animal. El subjecten i, una vegada que es calmen, se'n van per camins separats. D'hora l'endemà al matí, Piotr Stepánovich va a casa de Kirillov. Kirillov està sobre avís i ho està esperant ansiosament. No obstant això, la seva aversió a Piotr Stepánovich i la notícia de la mort de Shátov li fan reticent a complir el promès, i durant algun temps discuteixen, tots dos amb armes en mà. Finalment, Kirillov sembla derrotat per la potència del seu desig de suïcidar-se i, malgrat els seus dubtes, escriu precipitadament i signa la nota de suïcidi assumint la responsabilitat dels crims, i corre cap a l'habitació del costat. Però no hi ha trets, i Piotr Stepánovich el segueix cautelosament a l'habitació fosca. Una estranya i punyent confrontació acaba amb Piotr Stepánovich fugint en pànic. Sona un tret i torna a trobar que Kirillov s'ha disparat a si mateix al cap.
Mentrestant, Stepan Trofímovich, aliè als horrors que es desenvolupen, ha abandonat la ciutat a peu, decidit a prendre el camí cap a un futur incert. Vagant juntament amb cap propòsit o destinació real, alguns pagesos li ofereixen un ascensor. El porten al seu llogaret, on coneix a Sofia Matvéievna, una venedora ambulant d'evangelis, i ell s'uneix fermament a ella. Van partir junts, però Stepan Trofímovich malalta i es veuen obligats a prendre una habitació en una isba. Li diu a Sofia Matvéievna una versió una mica embellida de la història de la seva vida i li suplica que no l'abandoni. Per al seu horror, Varvara Petrovna apareix sobtadament a la cabana. Ho ha estat buscant des de la seva desaparició, i la seva ferocitat espanta enormement Stepán Trofímovich i Sofia Matvéievna. Quan s'adona que ell està extremadament malalt i que Sofia Matvéievna ho ha estat cuidant, suavitza l'actitud i crida al seu metge. Té lloc una difícil reconciliació entre els dos amics, durant la qual es recorden alguns esdeveniments dolorosos del passat. Es fa evident que Stepán Trofímovich està morint i criden a un sacerdot. En les seves últimes hores conscients, reconeix l'engany de la seva vida, perdona als altres i pronuncia un discurs extàtic que expressa el seu nou amor per Déu.
Quan Shátov no torna, Casa, encara esgotada pel part, busca a Kirillov. En trobar amb la terrible escena del suïcidi, ella agafa el seu nadó acabat de néixer i s'afanya a sortir al fred, buscant desesperadament ajuda. Finalment, es crida a les autoritats, que llegeixen la nota de Kirillov i poc temps després descobreixen el cos d'Shátov a Skvoréshniki. Casa i el nadó es posen malalts, i moren uns dies després. L'escena del crim en Skvoréshniki revela que Kirillov havia d'haver actuat al costat d'altres, i llavors sorgeix la història que hi ha un grup organitzat de conspiradors revolucionaris darrere de tots els crims i desordres. La paranoia s'apodera de la ciutat, però tot es desvetlla quan Liamshin, incapaç de suportar-ho, confessa a les autoritats. Explica la història de la conspiració a gran detall, i la resta de la tripulació, amb l'excepció de Piotr Stepánovich, que se'n va anar a Sant Petersburg després del suïcidi de Kirillov, són arrestats.
Varvara Petrovna, tornant a casa de la ciutat després de la mort de Stepán Trofímovich, se sent molt commocionada per totes les terribles notícies. Daria Pavlovna rep una carta inquietant de Nikolai Vsevolodovich, que mostra a Varvara Petrovna. Des de Skvoréshniki arriben notícies que Nikolái Vsevolodovich està allà i s'ha tancat sense dir una paraula a ningú. S'afanyen a anar-hi i descobreixen que Nikolái Vsevolodovich s'ha penjat.

### El capítol censurat
L'editor de El missatger rus, Mikhaïl Katkov, va rebutjar publicar el capítol «Amb Tijon». Descriu la visita d'Stavroguin al monjo Tijon al monestir local, durant la qual confessa, en forma d'un document escrit llarg i detallat, haver-se aprofitat sexualment d'una nena d'onze anys, oprimida i vulnerable, Matriosha, i després esperant i escoltant mentre ella passa pel procés de penjar-se. Descriu el seu matrimoni amb Maria Lebiádkina com un intent deliberat de malmetre la seva pròpia vida, en gran part a conseqüència de la seva incapacitat per oblidar aquest episodi i la por que va experimentar després de la seva mort. Dostoievski considerava que el capítol era essencial per a comprendre la psicologia de Stavroguin, i va intentar salvar-lo desesperadament, però sense èxit, mitjançant revisions i concessions a Katkov. Finalment, es va veure obligat a deixar-ho i reescriure parts de la novel·la que tractava el tema.  Mai va incloure el capítol en publicacions posteriors de la novel·la, però generalment s'inclou en les edicions modernes com un apèndix. També s'ha publicat per separat, traduït del rus a l'anglès per SS Kotelianski i Virginia Woolf, amb un assaig sobre Dostoievski per Sigmund Freud. 